# Шарнин, Артур
Артур Шарнин (эст. Artur Šarnin; 19 июля 2000, Таллин) — эстонский футболист, защитник.

## Биография
Воспитанник клуба «Легион» (Таллин). С 2016 года стал играть на взрослом уровне за старшую команду «Легиона», в первых двух сезонах выступал в четвёртом дивизионе Эстонии. В 2017—2019 годах со своим клубом последовательно побеждал в турнирах четвёртого, третьего и второго дивизионов. 23 мая 2020 года сыграл свой первый матч в высшем дивизионе Эстонии, заменив на 82-й минуте Германа Усова в игре против «Нымме Калью». Всего за шесть сезонов в составе «Легиона» сыграл 132 матча и забил два гола во всех лигах, в том числе в 2020—2021 годах провёл 42 матча в высшей лиге.
В 2022 году перешёл в «Нымме Калью». В первом сезоне сыграл 11 матчей в чемпионате, из них только в трёх выходил в стартовом составе. Финалист Кубка Эстонии 2021/22, в финальном матче остался запасным. В 2024 году, когда клуб завоевал серебряные медали, сыграл всего 2 матча. По окончании сезона покинул клуб.
Выступал за юношескую и молодёжную сборные Эстонии.